# Temoaya
Temoaya är en småstad och administrativ huvudort i kommunen Temoaya i delstaten Mexiko i Mexiko. Samhället hade 3 630 invånare vid folkräkningen 2020. Till trots att Temoaya är kommunens huvudort är den inte kommunens folkrikaste, utan endast åttonde störst.

## Historia
Orten grundades år 1220 men har inte påträffats i antika dokument igen förrän år 1478. Temoaya erövrades av spanjorerna år 1521. Orten är känd för textiltillverkning. Temoayas postkod är 50880.
Temoaya är mest uppmärksammad för att vara vida ansett som Otomifolkets hemland, och deras språk Temoayaotomi uppskattas idag fortfarande ha cirka 37 000 talare.
Centro Ceremonial Otomí på berget Cerro La Catedral är en stor turistattraktion. Projektet påbörjades 1977 för att bevara och sprida vidare Otomí-kulturen. Vissa delar av komplexet är nybyggda tidsenliga byggnader enligt gamla inskriptioner, arkeologiska fynd och dokument medan andra är utgrävningar och fornlämningar. I komplexet finns många statyer, pyramider och museimiljö. Huvudattraktionen är en staty av krigaren Botzanga Otomí som sted mot aztekernas kejsare Axayacatl.
En av scenerna från James Bond-filmen Tid för hämnd från 1989 med Timothy Dalton spelades in i Centro Ceremonial Otomí.
Stadens största kyrka Parroquia Santiago Apóstol Temoaya på Calle Fray Pedro de Gante precis bredvid Plaza Miguel Hidalgo, uppfördes år 1592 och både interiör och exteriör har genom åren bevarats till bästa möjliga förmåga.

## Galleri

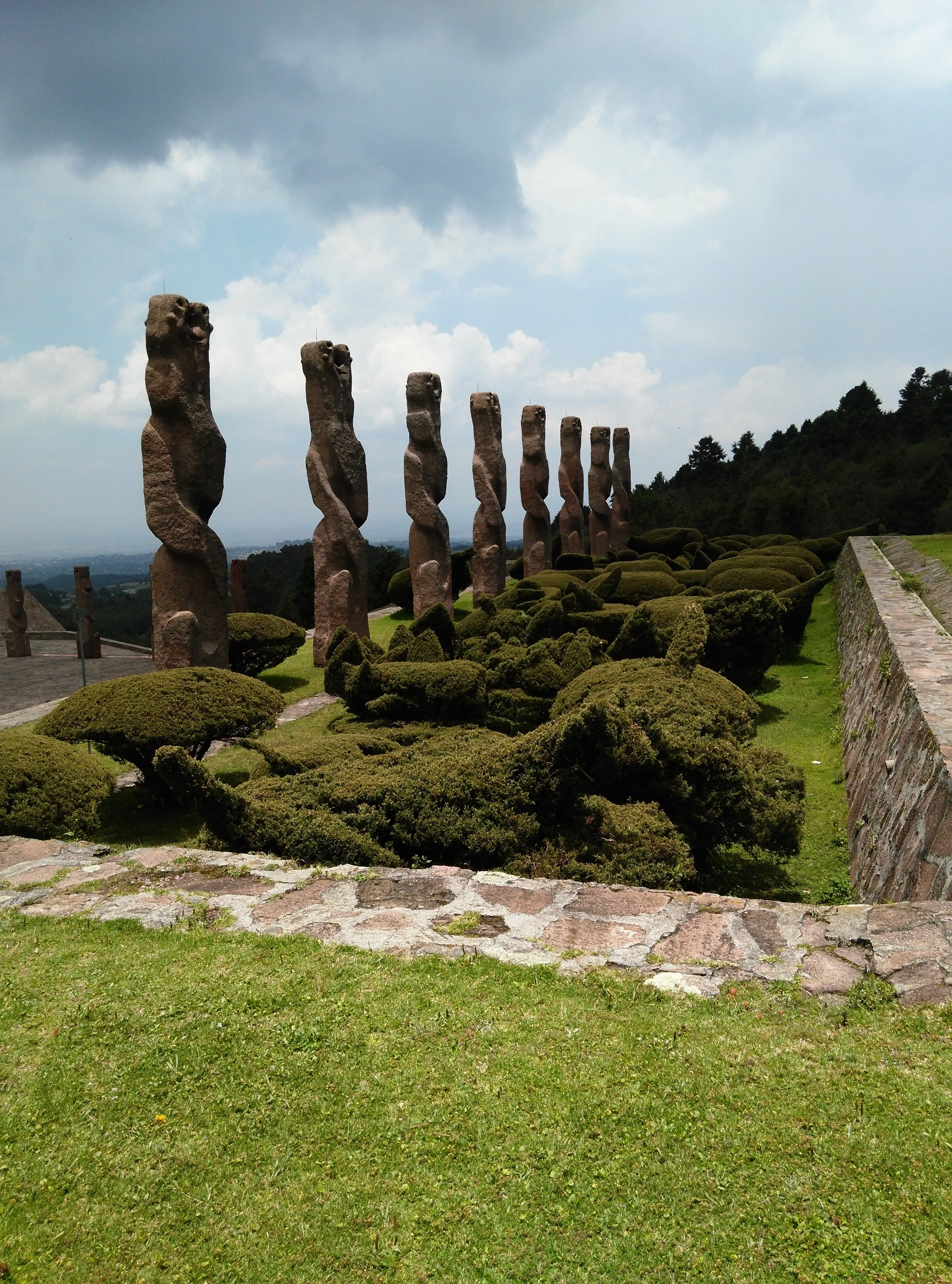
Statyer av Otomifolket, foto 2018.
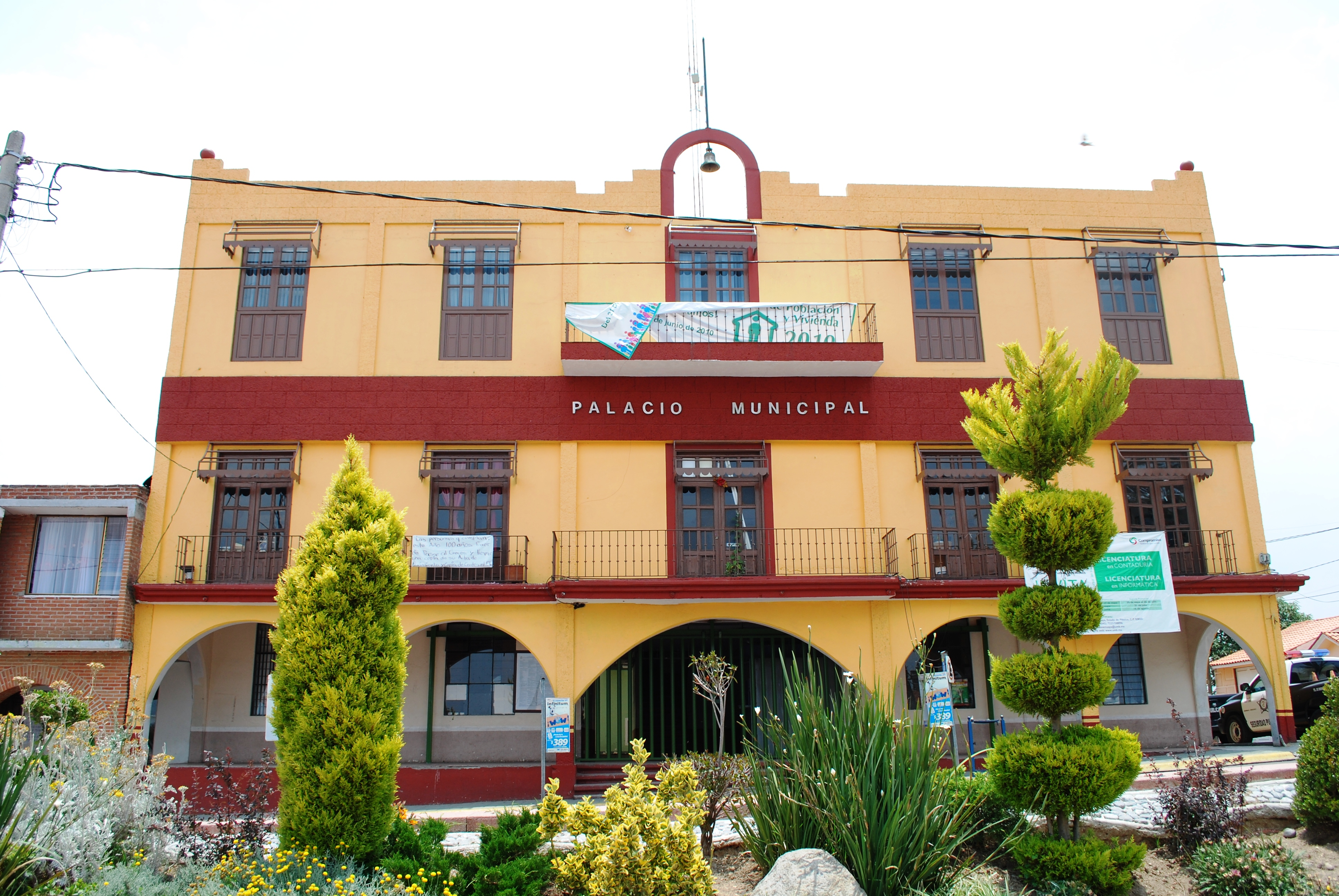
Stadshuset i Temoaya, foto 2010.
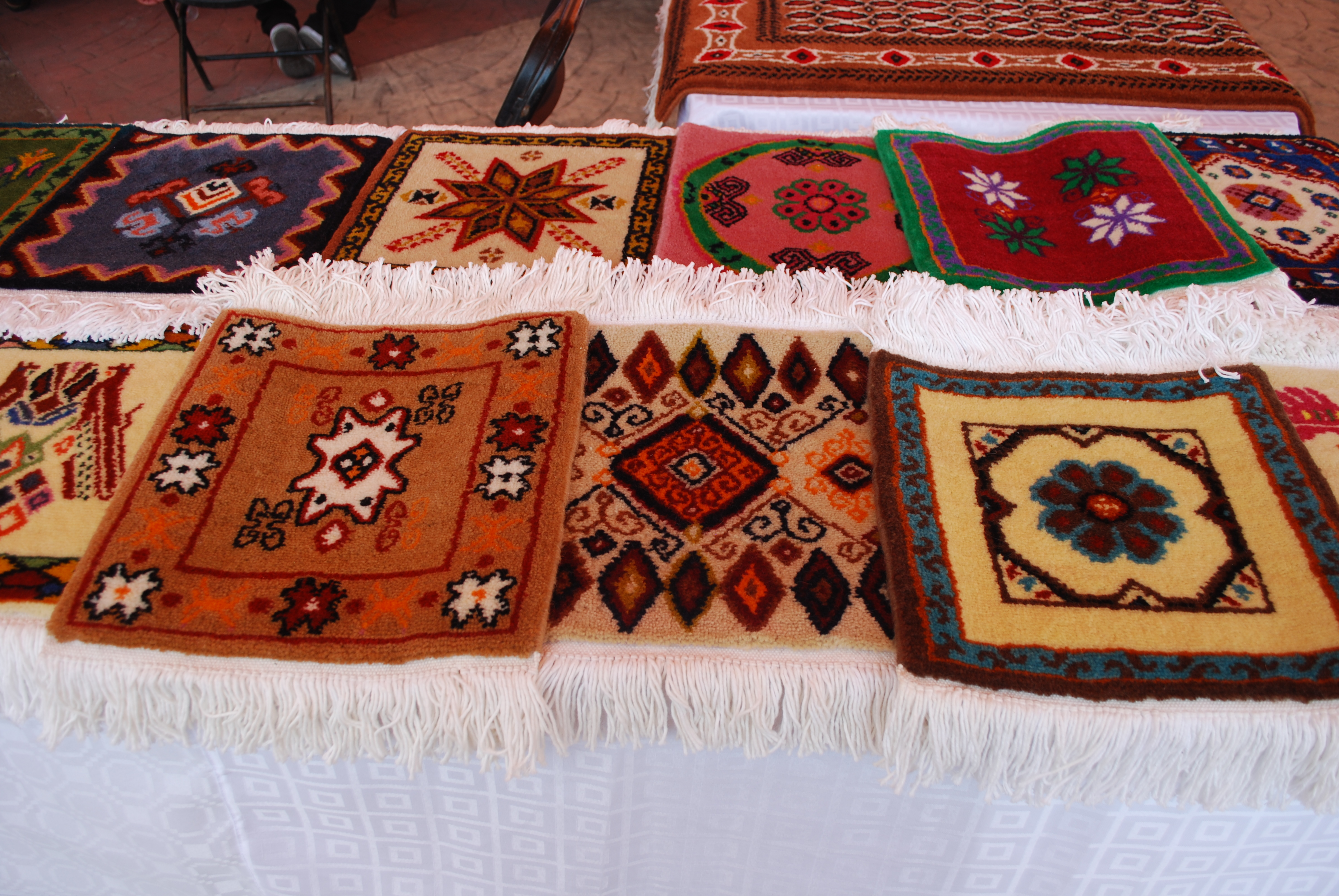
Mattillverkning i Temoaya.
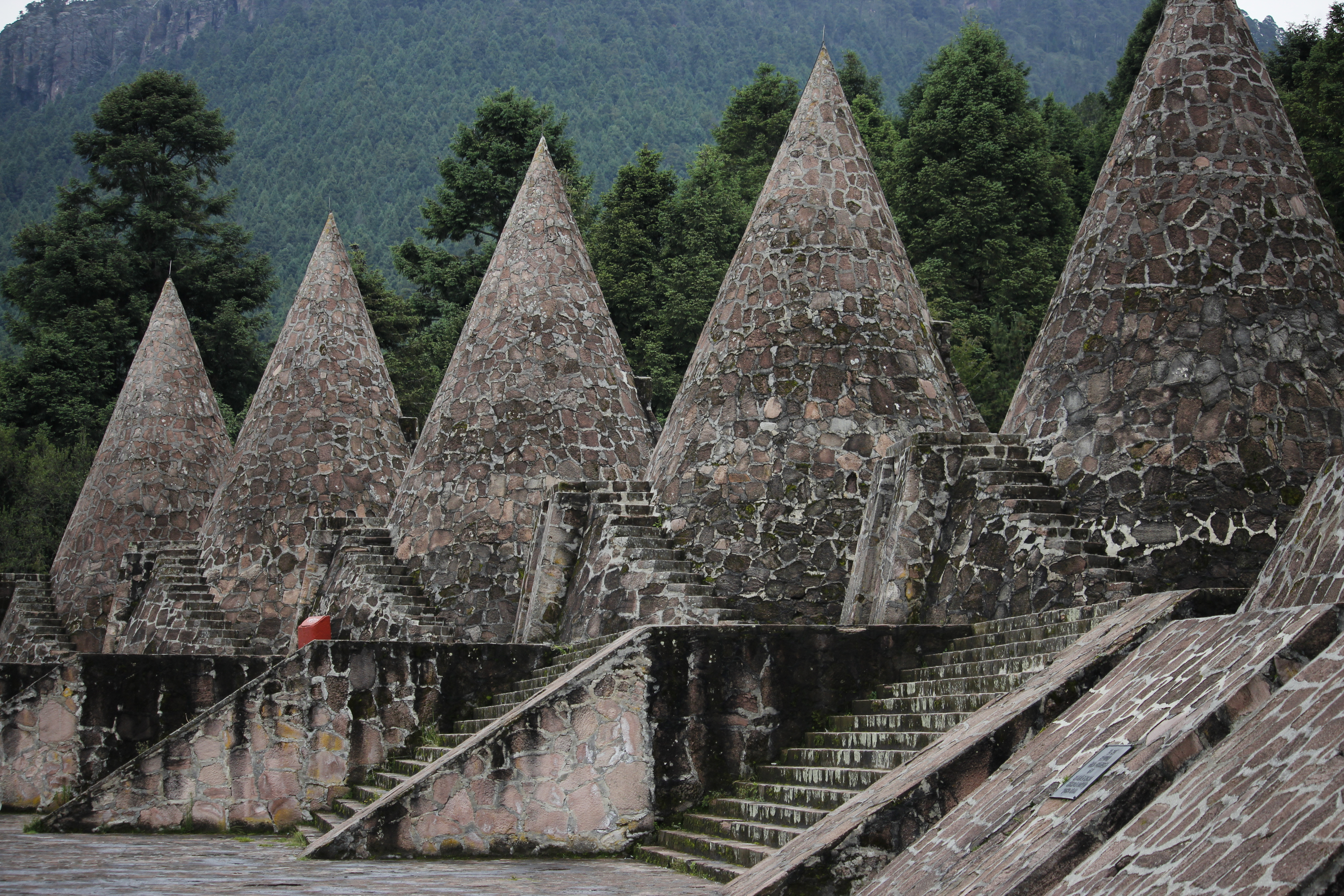
Pyramider i Centro Ceremonial Otomí, foto 2021.
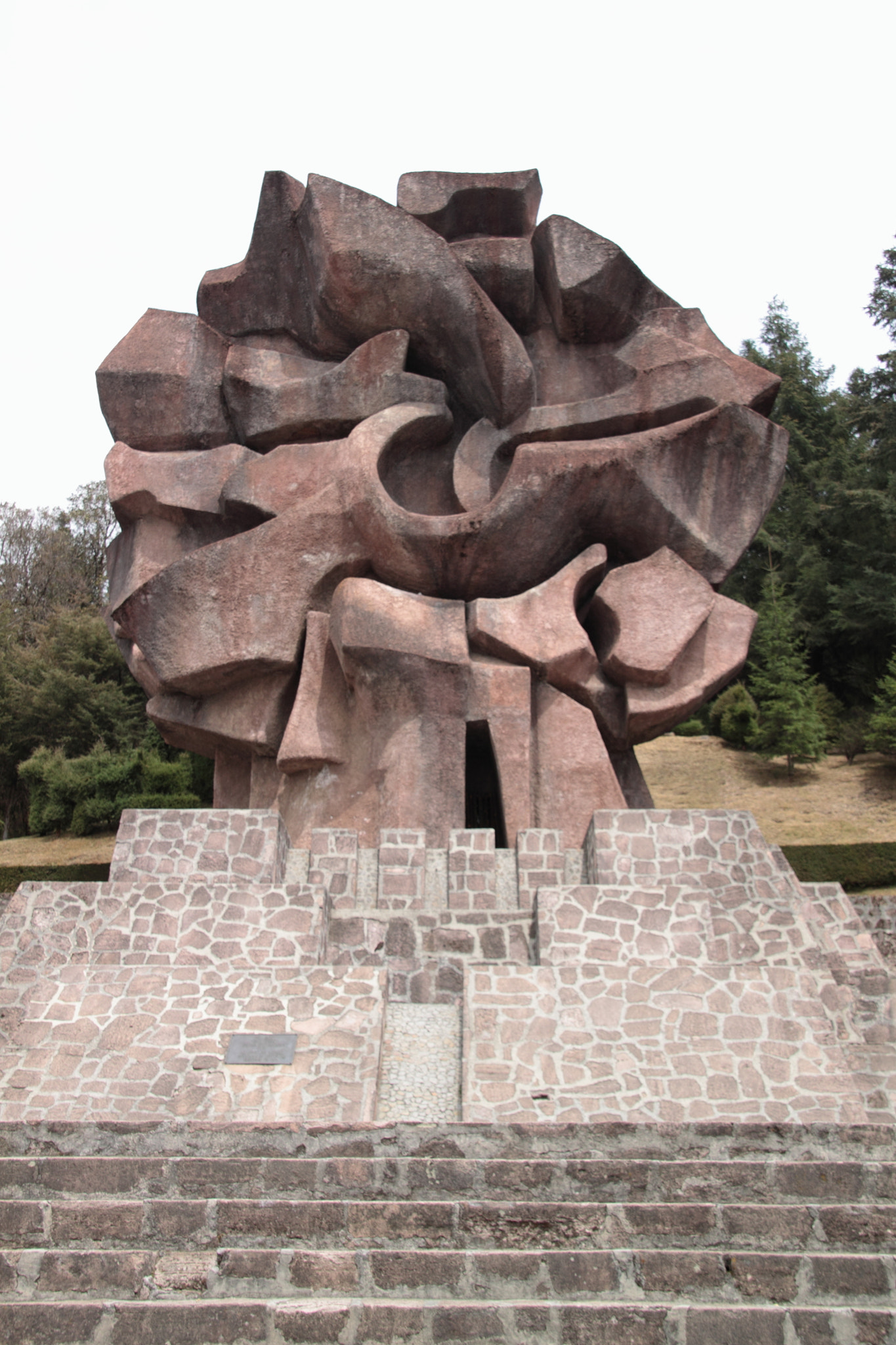
Statyn tillägnad Botzanga Otomí, foto 2021.